# Чутівська сільська рада
Чутівська сільська рада — адміністративно-територіальна одиниця у Оржицькому районі Полтавської області з центром у c. Чутівка.
Населення — 1527 осіб.

## Населені пункти
Сільраді були підпорядковані населені пункти:
- c. Чутівка
- с. Новий Іржавець

## Географія
Територією сільради протіка річка Оржиця. річка Сула.